# Museu Senckenberg d'Història Natural
El Museu Senckenberg d'Història Natural, en idioma alemany: Naturmuseum Senckenberg de Frankfurt am Main és el segon museu d'història natural més gran d'Alemanya. És particularment popular entre els infants que gaudeixen de la seva gran col·lecció de fòssils de dinosaures. També té 2000 ocells dissecats. L'any 2010, va rebre 517.000 visitants.
L'edifici d'aquest museu va ser construït entre 1904 i 1907 a la mateixa zona que la Universitat Johann Wolfgang Goethe. El museu va començar mitjançant una donació derivada de Johann Christian Senckenberg.

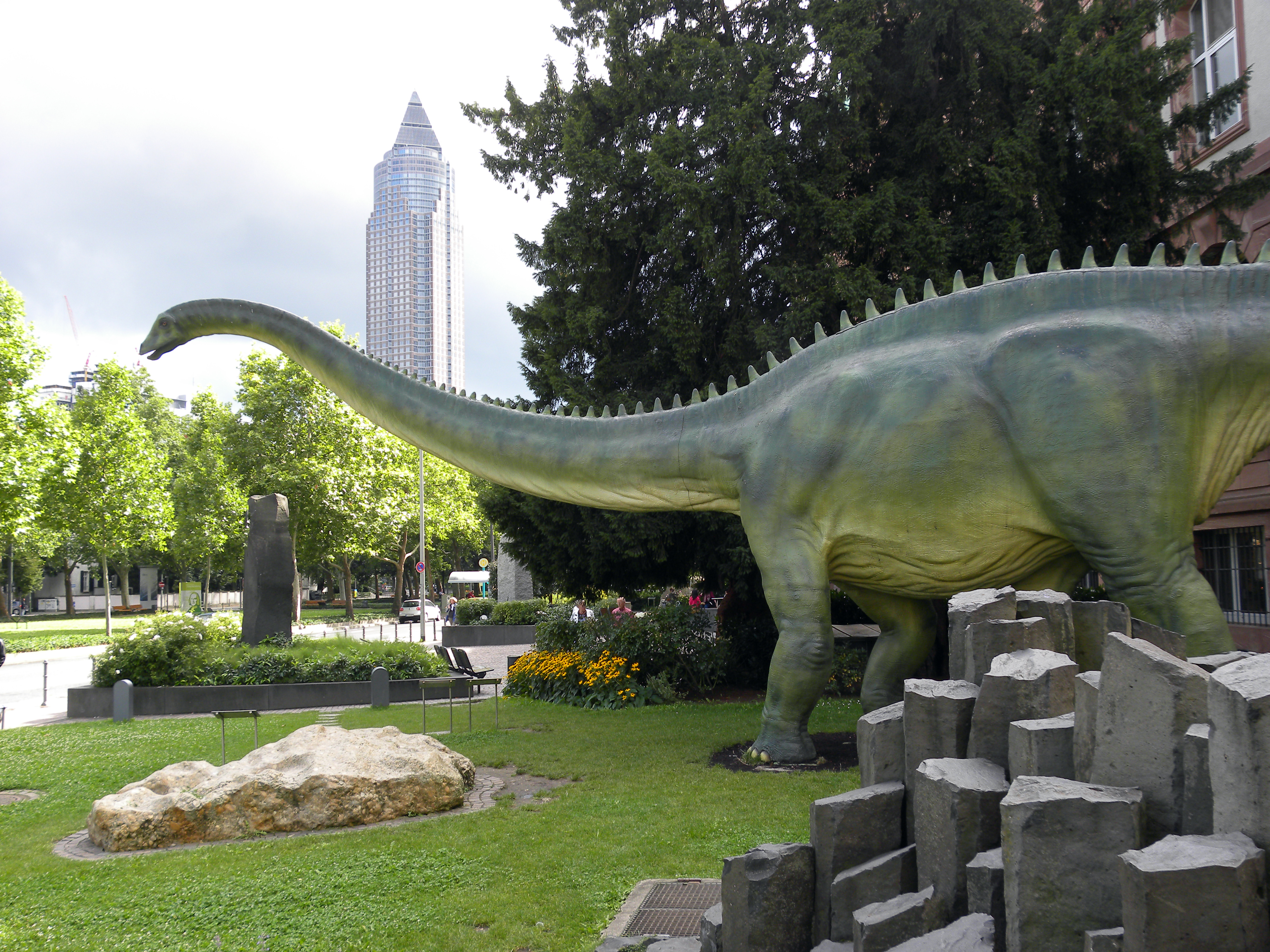
Diplodocus longus en front del Museu Senckenberg.

Dins el museu es poden veure les empremtes de les petjades d'un Titanosaurus.
Entre les atraccions s'inclouen un Diplodocus (donat per l'American Museum of Natural History l'any 1907), l'hadrosaure Parasaurolophus, un Psittacosaurus i un Oviraptor. També un Tyrannosaurus rex, un Iguanodon, i la mascota del museu, un Triceratops.

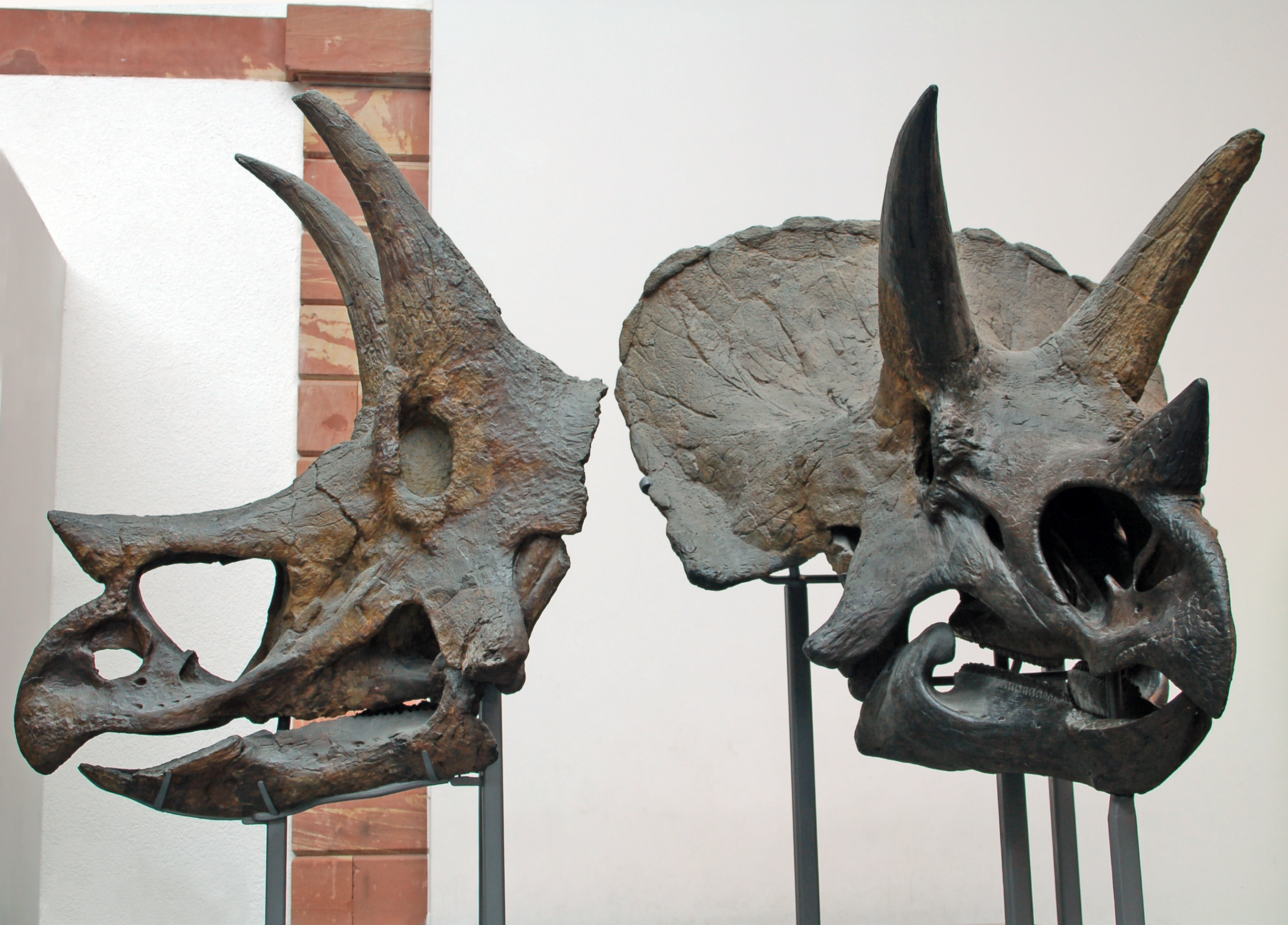
Crani de Triceratops

A més hi ha altres exposicions com gran nombre d'animals del pou Messel: i de l'evolució dels cavalls, un predecessor de fa 50 milions d'anys que feia 60 cm d'alt.
També hi ha l'esquelet de l'homínid Lucy, Australopithecus afarensis.